# فرودگاه بروکس
فرودگاه بروکس (به انگلیسی: Brooks Airport) یک فرودگاه همگانی است که یک باند فرود شن دارد و طول باند آن ۷۳۲ متر است. این فرودگاه در کشور کانادا قرار دارد و در ارتفاع ۷۵۹ متری از سطح دریا واقع شده‌است.